# Michael Angelis
Michael Angelis (Liverpool, 18 de janeiro de 1952 – 30 de maio de 2020) foi um ator e dublador britânico. Foi casado com a atriz Helen Worth, contudo divorciaram em 2001 depois de 10 anos de casamento.

## Morte
Morreu no dia 30 de maio de 2020, aos 68 anos.

## Trabalhos

### Televisão
| Ano       | Título                                | Papel                                |
| --------- | ------------------------------------- | ------------------------------------ |
| 1975–78   | The Liver Birds                       | Lucien Boswell                       |
| 1978      | Play for Today: "The Muscle Market"   | Christopher "Chrissie" Todd          |
| 1979      | Me, You and Him                       | Lucien Boswell                       |
| 1982      | Boys from the Blackstuff              | Christopher "Chrissie" Todd          |
| 1980      | Minder (série)                        | Nick                                 |
| 1985      | I Woke Up One Morning                 | Max                                  |
| 1991      | G.B.H. (série)                        | Martin Niarchos                      |
| 1991–2012 | Thomas & Friends                      | UK Narrator US Narrator (Video 2004) |
| 1992      | Wail of the Banshee                   | Merlin                               |
| 1993      | Lovejoy (série)                       | Tommy Norris                         |
| 1993–94   | Luv (série)                           | Harold Craven                        |
| 1996      | Whatever Happened to The Liver Birds? | Lucien Boswell                       |
| 1998      | The Jump                              | Donald Lewis                         |
| 2000      | Heartbeat (série britânica)           | Frank McCready                       |
| 2002      | Auf Wiedersehen, Pet                  | Mickey Startup                       |
| 2012      | Good Cop                              | Robert Rocksavage                    |

### Video games
| Ano  | Título                                         | Papel                |
| ---- | ---------------------------------------------- | -------------------- |
| 1999 | Thomas & Friends: The Great Festival Adventure | Todos os personagens |
| 2000 | Thomas & Friends: Trouble on the Tracks        | Todos os personagens |
| 2002 | Thomas & Friends: Building the New Line        | Todos os personagens |